# Master Units, Electromobiles & Rail Sedans
De Masterunits, de Electromobiles en de St. Louis Car Rail Sedan zijn overeenkomende Amerikaanse tramtypes die als doel hadden de toenemende concurrentie van autobussen en privévervoer te pareren.
Ze zijn een perfectionering van de vierassige, traditionele trammotorwagen met in- en uitstapdeuren aan de kop van de wagen en was de eerste geslaagde poging lichtgewichte trams te bouwen in serie-uitvoering.

## Ontstaansgeschiedenis
In het midden van de jaren 1920, toen men meer en meer in staat was een eigen auto te kopen, bleek de tram hiermee vergeleken oncomfortabel, traag en spartaans.
De typerende tram in die tijd was een oude vierasser met slechte verlichting, houten of rotan bekleding op de banken, die stoterig reed en weinig comfortabel en lawaaiig was. Het privévervoer en de autobus overklasten de tram wat betreft deze zaken en dit kwam vooral omdat zij door de toen slechte wegen week geveerd waren en comfortabel dik uitgevoerde leren bekleding – meest imitatie – hadden. Deze vervoermiddelen wekten de indruk prettiger te rijden.
Voor vervoersbedrijven was de noodzaak trams te ontwerpen die op die gebieden de concurrentie aankonden. Oudere wagens kregen nieuwe banken, betere verlichting, het reduceren van het motorlawaai en de schakeling werd aangepakt en de motoren werden krachtiger zodat net zo snel kon worden geaccelereerd als de bus en de auto. Vele vervoersbedrijven vroegen de industrie echter ook nieuwe tramtypes te bouwen. In hoofdzaak waren dat de volgende met elkaar overeenkomende types.

## Masterunits

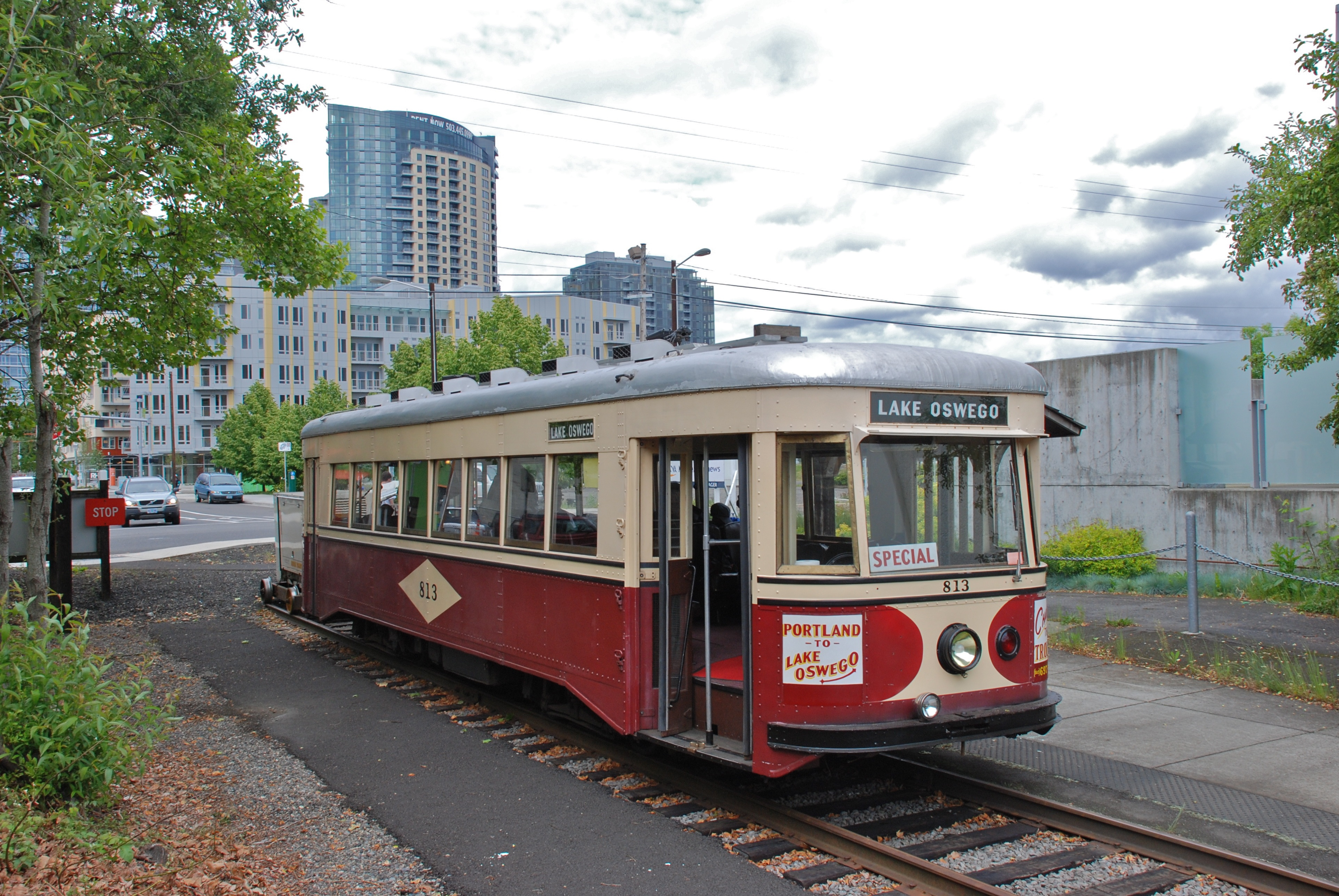
Een Master Unit in Portland.

De Masterunits was de succesvolste en meest verkochte tram van deze drie; ze werden ontworpen en gebouwd door de J. G. Brill Co.. Wat betreft ontwerp en comfort werd zij geadverteerd als een bus op rails. Dit was geheel overeenkomstige de trend toentertijd. Het waren lichtgewicht wagens, deels uit aluminium gebouwd die zeer comfortabel reden. Ze waren uitzonderlijk laag voor hun tijd: slechts iets meer dan 3 meter hoog. Dit werd mogelijk gemaakt door montage van extra kleine wielen in speciale lage draaistellen. Ze hadden verder verschillende innovaties, zoals speciale kogellagers, een geavanceerde Westinghouse accelerator en trommelremmen overeenkomend met de auto-industrie. Alleen de iets later ontwikkelde PCC-car overtrof de specificaties van deze wagen.

### Uitvoeringen
Ze waren te koop in een aantal lengtes. Er was één uitvoering met middendeuren die verkocht werd aan de vervoersbedrijven in Baltimore en Indianapolis. Voor de Philadelphia Suburban Transit Co. (de zogenaamde ‘Red Arrow’) werden de langste wagens met de sterkste motoren voor enkele voorstadslijnen gebouwd. Verder reden Masterunits in Portland, Roanoke, Lynchburg, Virginia, Louisville, Yakima en Scranton (de Lehigh Valley Transit Co).

## Electromobiles
Osgood-Bradley, later de befaamde Pullman-Standard, bouwde de Electromobile. Deze wagen was korter dan de Masterunits en had een gedrongen uiterlijk. Er waren uitsluitend wagens met deuren aan de uiteinden gebouwd.
Ze werden bij de volgende bedrijven ingezet: Scranton, Altoona, York en New Bedford.
Deze laatste wagens werden nog doorverkocht aan de Queensboro Bridge Railway in New York die een tramdienst tussen Manhattan en Queens over de Queensboro Bridge onderhield.
Deze wagens zijn veel nagemaakt. Dat wil zeggen dat door andere bedrijven wagens werden gebouwd met sterk gelijkende carrosserieën maar dat dit qua uitrusting geen Electromobiles waren.

## Rail Sedans
Dit waren lichtgewichtwagens met een sterk hoekig uiterlijk. Ze werden aan het eind van de jaren 1920 ontworpen en gebouwd door St. Louis Car Co.. De wagens werden luxueus afgeleverd. Meestal was er sprake van lederen bekleding en een zeer comfortabele, voor Europese begrippen weke, vering.
Een variatie op dit ontwerp was een experimentele wagen voor Pittsburgh gebouwd door Osgood-Bradley. Deze in 1929 ontworpen wagen leek sterk op het latere PCC-concept. Deze tram was bijna geheel uit aluminium gebouwd en woog slechts 13 ton. Er waren 4 motoren die ieder 50 paardenkrachten produceerden. De wagen had, net als de PCC, pedaalbesturing en grote middendeuren.

## Afsluiting
Toen de PCC vanaf 1936 gebouwd werd, kregen St. Louis Car Co. en Pullman-Standard de eer de wagens te mogen bouwen. J. G. Brill, dé leidende trambouwer uit die tijd, viste achter het net en besloot een concurrerend tramptype te bouwen: de Brilliner. Dit ontwerp, dat zeer veel gelijkenis met de PCC vertoonde, werd als eerste verkocht aan de Atlantic City & Shore Railroad. Het ging om 25 stuks. Daar bleef het bij op vijf Brilliners voor de Philadelphia Suburban Co. na.
Ondanks dat er van deze types relatief weinig wagens werden gebouwd, is de ontwikkeling ervan belangrijk geweest voor de perfectionering van het vooroorlogse tramontwerp: de PCC-car.